# Julian Kirchmayer
Julian Kirchmayer, též Julian Kirchmajer (16. února 1827 – 24. dubna 1874 Krakov) byl rakouský politik polské národnosti z Haliče, v 2. polovině 19. století poslanec Říšské rady.

## Biografie
Zasedal jako poslanec Haličského zemského sněmu, který ho roku 1870 zvolil do Říšské rady (celostátního parlamentu), tehdy ještě volené nepřímo zemskými sněmy. Do Říšské rady ho zemský sněm delegoval i roku 1871. Mandát byl ale 21. dubna 1873 prohlášen pro dlouhodobou absenci za zaniklý. Do vídeňského parlamentu se vrátil v prvních přímých volbách roku 1873 za kurii venkovských obcí v Haliči, obvod Krakov, Wieliczka atd. Poslancem byl až do své smrti následujícího roku. V roce 1873 se uvádí jako Julian Kirchmayer, statkář, bytem Krzesławice. V parlamentu zastupoval opoziční Polský klub.
Zemřel v dubnu 1874.